# Корнійчук Олександр Олександрович
Олександр Олександрович Корнійчук (нар. 30 травня 1973, м. Старокостянтинів, Хмельницька область) — український політик, Народний депутат України VII скликання, голова Хмельницької ОДА. Голова Хмельницької обласної організації політичної партії УДАР.

## Освіта
У 1980–1984 роках навчався в Старокостянтинові в загальноосвітній школі № 2, у 1984–1988 роках — в середній школі № 56 Південної групи військ в місті Дебрецен в Угорщині, в 1988–1990 роках — в Старокостянтинові в загальноосвітній школі № 7.
Від липня 1990 року до жовтня 1994 року був курсантом Кам'янець-Подільського вищого військово-інженерного командного училища, спеціальність — командна тактична інженерних військ; здобув вищу освіту й отримав кваліфікацію спеціаліста: інженера з експлуатації машин інженерного озброєння.
2015 року заочно закінчив Київський національний університет ім. Т. Шевченка, спеціалізація — державна служба, державний експерт; радник (органи державної влади). 

## Кар'єра
- 1994 року до вересня 1996 року — командир танкового взводу військової частини А0614 Збройних сил України.
- 1996 року до січня 2004 — директор товариства з обмеженою відповідальністю «Елас» (Старокостянтинів).
- 2004 року до вересня 2007 року — керівник виробничо-комерційної фірми «Заріччя» (Старокостянтинів).
- 2007 року до січня 2008 року — приватний підприємець (Старокостянтинів).
- Від січня 2008 до листопада 2012 року — голова фермерського господарства «Кобудь» (Старокостянтинів).
- Від грудня 2012 року до листопада 2014 року — народний депутат України сьомого скликання (Київ).
- Від червня 2015 року до квітня 2016 року — фізична особа підприємець (Старокостянтинів).
- Від 28 квітня 2016 року до 18 травня 2018 року — голова Хмельницької обласної державної адміністрації.

## Парламентська діяльність
Був народним депутатом України сьомого скликання. Обрано на чергових виборах 28 жовтня 2012 року по багатомандатному загальнодержавному округу від політичної партії «УДАР (Український Демократичний Альянс за Реформи) Віталія Кличка» (порядковий номер у списку — 24). Набув депутатські повноваження 12 грудня 2012 року, припинив їх здійснювати 27 листопада 2014 року.
Був членом Комітету з питань аграрної політики та земельних відносин. Був членом груп із міжпарламентських зв'язків зі Сполученими Штатами Америки, Туркменістаном, Республікою Албанія, Китайською Народною Республікою, Королівством Нідерландів, Федеративною Республікою Бразилія, Сполученим Королівством Великої Британії та Північної Ірландії, Австрійською Республікою.
На позачергових виборах народних депутатів України 2014 року балотувався від Партії «Блок Петра Порошенка» — № 105 у виборчому списку. До Верховної Ради не пройшов.

## Сім'я
Одружений. Має двох синів.